# Chasers
Chasers is een Amerikaanse komische film uit 1994, geregisseerd door Dennis Hopper.

## Verhaal
Een norse sergeant van de marine en een jonge zeeman die aan de vooravond van zijn afscheid staat, moeten een mooie blonde gedetineerde in een militair busje begeleiden naar een marinebasis. Daarvan zal ze naar de militaire gevangenis worden gebracht om een gevangenisstraf uit te zitten wegens desertie. De jonge zeeman sympathiseert openlijk met de gedetineerde, die zichzelf met haar ogen verslindt, terwijl de norse sergeant de reis zo kort mogelijk probeert te maken. Een vrolijk en opgewekte film met voortdurende kronkels, probeert te ontsnappen aan de gevangene die begunstigd wordt door het te neerbuigende gedrag van de zeeman, vangt hetzelfde even veelbewogen op tot aan de aankomst op de bestemming. Hier vindt een verrassende epiloog plaats.

## Rolverdeling
| Acteur           | Personage      |
| ---------------- | -------------- |
| Tom Berenger     | Rock Reilly    |
| William McNamara | Edward Devane  |
| Erika Eleniak    | Toni Johnson   |
| Crispin Glover   | Howard Finster |
| Matthew Glave    | Rory Blanes    |
| Dean Stockwell   | Salesman Stig  |
| Gary Busey       | Vince Banger   |
| Seymour Cassel   | Seymie Bogg    |
| Frederic Forrest | Duane          |
| Marilu Henner    | Katie          |
| Dennis Hopper    | Doggie         |

## Ontvangst
Op Rotten Tomatoes heeft Chasers een waarde van 33% en een gemiddelde score van 4,08/10, gebaseerd op 6 recensies.